# 巴勃羅·桑多瓦爾
巴勃羅·桑多瓦爾（英語：Pablo Emilio Juan Pedro Sandoval, Jr.，1986年8月11日—），綽號「功夫熊貓」，出生於委內瑞拉卡拉沃沃州的卡貝略港（Puerto Cabello），目前為自由球員。

## 職業生涯

### 小聯盟時期
2002年，桑多瓦爾以自由球員身份和舊金山巨人簽下合約，在2004年進入小聯盟系統，是以捕手的守備位置開啟生涯，當年繳出0.266打擊率和26分打點成績，沒有擊出全壘打。2005年，桑多瓦爾改練三壘守備位置，該年繳出0.330打擊率、3發全壘打和50分打點。2006年則稍微退步，0.265打擊率、1發全壘打和49分打點。2007年，桑多瓦爾擊出個人小聯盟生涯最多的11發全壘打，打擊率0.287和52分打點，在這個球季，他的守備位置是一壘手和捕手。2008年，桑多瓦爾在1A和2A出賽，總計繳出0.350打擊率、20發全壘打和96分打點。

### 大聯盟生涯

#### 舊金山巨人
2008年8月13日，桑多瓦爾被升上大聯盟，隔天14日正式於比賽中先發，該場比賽3打數沒有安打，不過有擊出帶有1分打點的高飛犧牲打。8月16日的比賽中，桑多瓦爾擊出他職業生涯的第1支安打，這場比賽裡的5次打擊機會，總計擊出3支安打。8月27日對科羅拉多落磯的比賽中，他從Liván Hernández手中擊出職業生涯的第1發全壘打。2008年桑多瓦爾總計出賽41場的比賽，繳出0.345打擊率、3發全壘打和24分打點的成績。9月19日，他擔任捕手和貝瑞·齊托搭配，而被齊托取個外號為功夫熊貓 。
2009年的春訓，桑多瓦爾繳出0.457打擊率的成績，而順利成為先發輪值一員。5月12日，對華盛頓國民的比賽中，他擊出生涯的第1個再見全壘打，幫助球隊以9：7獲勝。今年他獲選參加生涯的第1個全明星賽 。7月6日對佛羅里達馬林魚的比賽中，擊出生涯的第1發滿貫全壘打。7月30日，他於主場擊出1發掉到麥考維灣（McCovey Cove）的全壘打，成為大聯盟第50位有此成就的球員。今年桑多瓦爾繳出0.330打擊率的成績，在國家聯盟MVP票選上獲得第7名。
2010年，桑多瓦爾繳出0.268打擊率、13發全壘打和63分打點的成績，比起往年退步，因此，在2011年春訓之前，他刻意減肥將體重減少38磅。
2011年球季桑多瓦爾繳出打擊率0.315、23發全壘打和70分打點的優異成績，並於季中生涯首度入選MLB全明星賽。
2012年，桑多瓦爾在10月24日對底特律老虎的世界大賽第一場比賽中，分別在第1局擊出1分全壘打，第3局擊出2分全壘打，第5局再擊出1分全壘打，成為世界大賽史上第4位單場擊出3支全壘打的球員，也是唯一在前3個打數擊出全壘打的球員。最終也幫助巨人隊以直落四橫掃老虎隊，勇奪3年內第2座世界大賽總冠軍。桑多瓦爾也榮獲世界大賽MVP的殊榮。

## 外部連結
Official Website: https://web.archive.org/web/20180804151043/http://pablosandoval48.com/
- 球員資訊和成績在MLB ，ESPN ，Retrosheet ，Baseball Reference ，Baseball Reference (Minors) ，Fangraphs ，The Baseball Cube ，Baseball Almanac （英文）

| 前任： 大衛·佛里斯 | 世界大賽最有價值球員獎 2012年 | 繼任： 大衛·歐提茲 |